# MIDletPascal
MIDletPascal — язык программирования с паскалеподобным синтаксисом, предназначенный для написания программ для мобильных телефонов (мидлетов).
Компилятор языка MIDletPascal преобразует исходный код в байт-код Java. Синтаксис MIDletPascal подобен синтаксису языка программирования Паскаль. Компилятор MIDletPascal встроен в одноимённую интегрированную среду разработки, включающую в себя также инспектор байт-кода Java и обеспечивающую построение архива .jar и создание файла .jad, так что компиляция и компоновка мидлетов довольно проста даже для начинающих программистов. MIDletPascal позволяет любому человеку, знакомому с языком Паскаль, быстро создать программу для телефона, в отличие от JavaME (другого языка, испольуемого для мобильного программирования), требующего серьёзного изучения.

## История
Язык программирования MIDletPascal создан программистом Никшей Орличем (Nikša Orlić).
Последней стабильной версией, созданной Орличем, была версия 2.02. После версии 2.02 автор перестал работать над совершенствованием MIDletPascal. Однако он заявил, что согласен передать исходный код человеку, знакомому с Java и C++ (на котором написан MIDletPascal).
В сентябре 2009 года исходный код MIDletPascal был передан команде boolean.name, планируется исправление известных ошибок/недочетов перевод исходного кода на Delphi и выпуск третьей версии.
Отныне, согласно переписке, проект MIDletPascal является проектом с открытым исходным кодом и распространяется бесплатно.
С конца 2009 года официальный сайт MidletPascal находится по адресу , где размещаются новые версии и происходит обсуждение.
В июле 2010 года выпущена версия MidletPascal 3.0 Final.
Сообщество boolean.name пытается своими усилиями организовать работу русскоязычного сайта midletpascal.org, где будут располагаться новые версии и база библиотек, которая на данный момент находится на форуме.
В ноябре 2011 года вышла версия 3.4. В среде разработки имеется поддержка on-line обновлений. Однако язык почти не развивается, кроме косметических исправлений. Функциональность можно увеличить библиотеками с boolean.name.

## Возможности
- Генерация низкоуровневого, компактного и быстрого Java байт-кода.
- Полная поддержка спецификации Паскаля.
- Часть кода может быть написана непосредственно на Java.
- Поддержка обмена SMS.
- Поддержка связи по HTTP.
- Поддержка пользовательского интерфейса (формы).
- Поддержка мультимедиа.
- Дружественная интегрированная среда разработки (IDE).

## Пример программы
Пример программы, которая выводит сообщение «Hello, world!» в точке экрана телефона с координатами (0,0) и ожидает нажатия пользователем любой клавиши:
```
begin

  
DrawText
(
'Hello, world!'
,
 
0
,
 
0
)
;

  
Repaint
;

  
while
 
GetKeyClicked
 
=
 
KE_NONE
 
do

end
.

```

## Сообщения антивирусов
Некоторые версии антивирусных программ (Norton, McAfee, и др.) сообщают о любой программе, написанной на MIDletPascal, как о вирусе «Trojan.Redbrowser.A».
Это вызвано тем, что с помощью MIDletPascal была написана троянская программа RedBrowser, тайно рассылающая SMS-сообщения.
В версии 3.0 был изменён код одного из классов, чтобы сделать его непохожим на прежние программы и исключить ложные срабатывания антивирусов. Исправление появилось начиная с версии 3.0 beta. Пользователям текущей версии рекомендуется зашифровать готовую программу каким-нибудь обфускатором, например, JShrink.

### Статьи
- Вадим Станкевич. MIDletPascal: Паскаль для мобильников // Компьютерные вести. — 2009. — № 33.
- Резидент Николай. MIDletPascal: курс молодого программиста // Компьютерные вести. — 2009. — № 33.
- MIDletPascal: собираем универсальную Java-книгу для мобильного + пример. — Журнал «Mobi». 2007
- Мобильная паскализация. — Андрей Шкрыль. Журнал «Хакер», номер #110, стр. 110-108-1.
- Пишем игры на MIDletPascal — статья в онлайн-журнале MirGames
- Как создать свою первую программу на MIDletPascal — Интернет-журнал ЗнайКак. 28.03.2009
- MIDletPascal: как создать java-программу для сотового телефона? — Онлайн-журнал «ШколаЖизни». 2009.